# Artesanía y arte popular en Chiapas

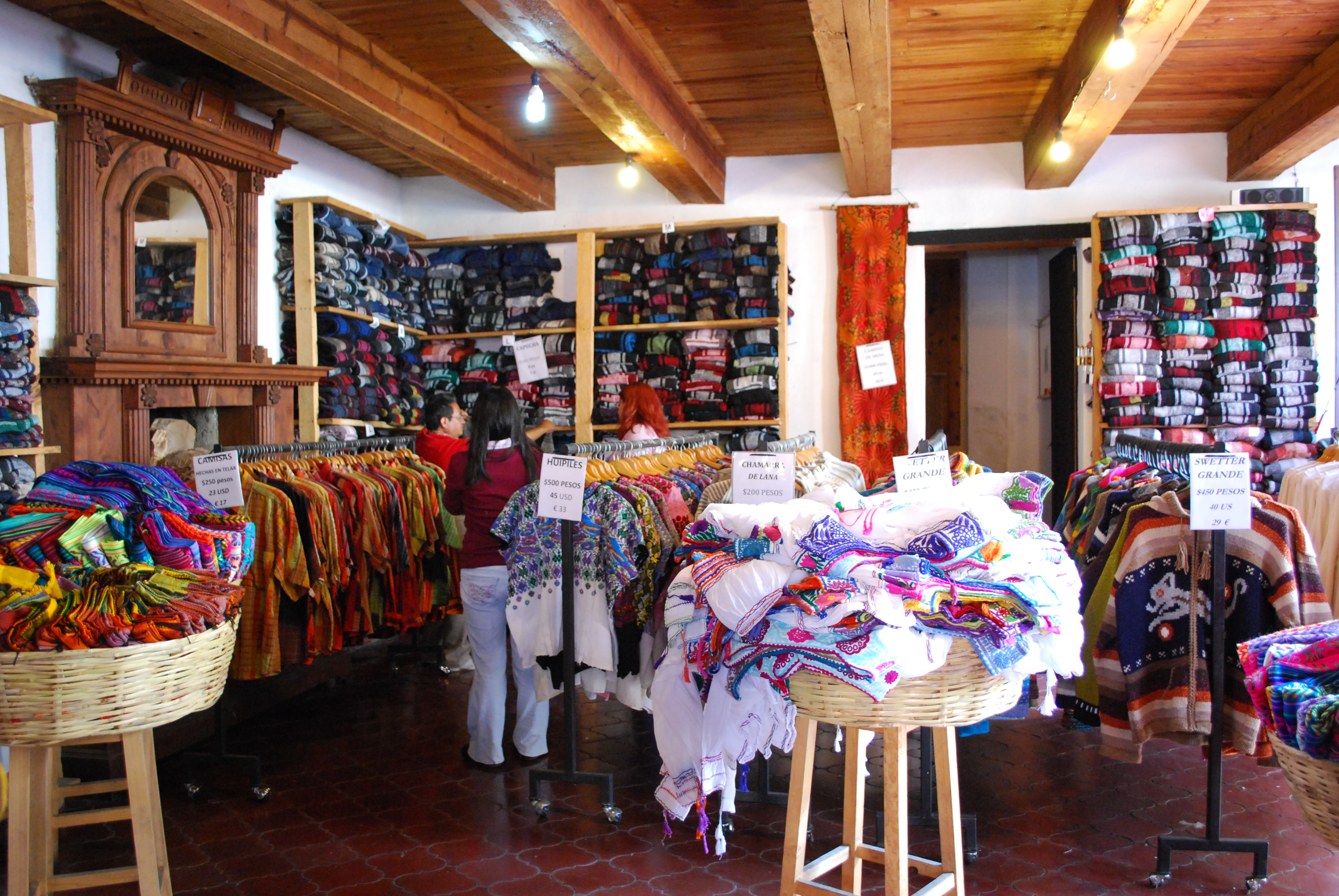
Tienda de artesanías en San Cristóbal de las Casas

Las artesanías más representativas del estado de Chiapas están hechas con cerámica, tejidos y productos de ámbar, aunque otros trabajos hechos con madera, piel y roca también son importantes. El estado de Chiapas, es uno de los principales productores de artesanía en México, la mayoría son mujeres indígenas mayas y zoques, quienes dominan la producción de cerámica y tejido. El trabajo hecho a mano se ha vuelto importante económica y socialmente en el estado, especialmente desde 1980, con el ascenso del mercado turístico, asociaciones artesanas y otras organizaciones. Estos artículos no pueden competir con los productos fabricados en el mercado, ya que se venden por su valor cultural, principalmente en San Cristóbal de las Casas.

## Importancia
Chiapas es uno de los principales productores de artículos hechos a mano, en México. Una razón de esto, es por la amplia variedad de materias primas como minerales, madera y diversas arcillas. Culturalmente, la razón más importante son las diversas etnias indígenas que habitan en el estado, siendo de las poblaciones indígenas más extensas en México. Generalmente, los productores del trabajo hecho a mano son indígenas, la mayoría reside en Los Altos de la región. En esta área industrial, la artesanía, tiene un papel importante en la economía, junto con la agricultura y el trabajo en ocupaciones de servicios. Cabe añadir, que la mayoría de los indígenas ven la artesanía como una manera de preservar sus tradiciones. Los hombres, generalmente se dedican a hacer oficios con madera y cuero, dos principales de la artesanía, el tejido y la cerámica son dominados por las mujeres. Más del 80% de la pequeña escala de artesanos son mujeres que hacen tejidos y cerámica.
Los precios de estos tejidos suelen ser más elevados que los que se podrían conseguir en otro lugar, por ejemplo, Asia, debido a que son vendidos como objetos culturales y sociales. Al igual que en otros lugares del país, la mayoría de las ventas de la artesanía son para turistas y coleccionistas, que quieren adquirir una parte de la cultura popular e indígena de México.
El principal mercado de artesanías es San Cristóbal de las Casas. La calle El Real de Guadalupe de San Cristóbal de las Casas, se llena de vendedores de artesanías. Estos vendedores son mestizos (mezcla indígena y española) y pertenecen a las familias que se establecieron en una de las principales calles. La creación este mercado de suvenires y colección de artesanías, les ha dado importancia sociopolítica.  
Algunos artesanos se han vuelto reconocidos para viajar a Estados Unidos y Europa para exhibir y vender sus artesanías. Algunos de los compradores lo hacen en solidaridad a los movimientos políticos, como los Zapatistas y los derechos indígenas. En el 2002, un grupo de artesanos de San Cristóbal de las Casas ganó el premio UNESCO Handcrafts Prize for Latin America and the Cribbean, gracias a un tejido y colección textil bordado con el título Juegos Blancos.

## Historia
La elaboración de artículos artesanales se extiende justo detrás del período prehispánico. Bajo regla española, los textiles como artesanía, eran considerados un elemento de tributo importante, las eran mujeres obligadas a trabajar en talleres para crear elementos únicamente para el español al que le perteneciera la tierra en que vivían. Esta práctica fue prohibida a mediados del siglo XVI, permitiendo así, realizar el trabajo en sus hogares con poca o ninguna paga.
Desde entonces, los diseños de productos más artesanales se han convertido en mestizos de una forma notable, pero todavía tienen relaciones con los distintos pueblos indígenas del estado, como los lacandones, choles, tseltales, tsotsiles, tojolabales, chuj, jacaltecos, mames y motozintlecos.[cita requerida]
Mientras que la producción artesanal había disminuido a mediados del siglo XX, la aparición del turismo en México permitió su renacimiento. En la década de 1980, un número de grupos indígenas rurales surgió organizando a productores de bienes tradicionales, sobre todo agrícolas y artesanales. Finalmente estos fueron apoyados por varias agencias estatales y federales, especialmente el Centro Coordinador Tseltal-Tsotsil de la SEDESOL y el Instituto Nacional Indigenista. El éxito de estos grupos ha dado como resultado la multiplicación de personas dedicadas a la artesanía en el estado, ahora común en más partes.[3]
A pesar de esto, estas industrias siguen enfrentando dificultades tales como la desaparición de materias primas , la competencia de productos industriales y pocos canales para comercializar los productos.[5] Artesanías similares importadas desde Guatemala o China han afectado el negocio para artesanos locales en un cincuenta por ciento.[9]
Organismos gubernamentales y no gubernamentales han trabajado con varios grupos indígenas para mejorar las prácticas de producción y comercialización. Artesanos de Chiapas han participado en exposiciones internacionales tal como el evento de 2006 en Berlín.[2] En el 2012 el Tecnológico de Monterrey, Santa Fe y varias fundaciones trabajaron para enseñar y mejorar las técnicas de comercialización en beneficio de cerca de 500 artesanos en el estado, enlistando el apoyo de estudiantes de México y Estados Unidos.[10] En 2015, el gobernador del estado Manuel Velasco incrementó el presupuesto del estado para promover la artesanía en Chiapas por un ochenta por ciento, y ofrecer a los artesanos crédito sin ningún interés, así como un subsidio para suministros de más de 400 artesanos en trece municipios (Amatán, Amatenango del Valle, Bochil, Chiapa de Corzo, Coapilla, Copainalá, El Bosque, Ocozocoautla, San Andrés Duraznales, Santiago El Pinar, Simojovel, Suchiapa y Teopisca).[11]

## Cerámica
La cerámica producida hoy en día no es tan sofisticada como la que se produjo durante el apogeo de la cultura Maya. Las técnicas utilizadas para producirla son simples, pero todavía tienen valor cultural y artístico. Dentro de Chiapas, los alfareros se pueden encontrar en Chiapa de Corzo, Mazapa de Madera, Amantengo del Valle, La Frontera, Tonalá, Ocuilapa, Suchiapa, San Cristóbal de las Casas. Los elementos de cerámica más comunes son utensilios cotidianos como ollas, cazuelas, comales, jarras, cántaros, jarrones, sostenedores de vela y macetas.
El mejor trabajo de cerámica conocido se realiza en Amantengo del Valle, y se ha convertido en la principal fuente de ingresos para la mayoría de los habitantes del pueblo de Tseltal. En su mayor parte, las mujeres son alfareras, con niñas aprendiendo el oficio alrededor de los diez años de edad. Los hombres en la ciudad también participan en el proceso, por ejemplo, llevando la leña que se utiliza para la cocción de las piezas, pero su papel principal es la comercialización.

La cerámica de la ciudad se destaca por su color claro y se hace sobre todo para piezas decorativas. Las figuras que la hicieron famosa son de jaguares y palomas, pero también  otras como las de gallos, tortugas, ranas, tigres y otros animales así como jarras y artículos decorativos del sol y la luna.

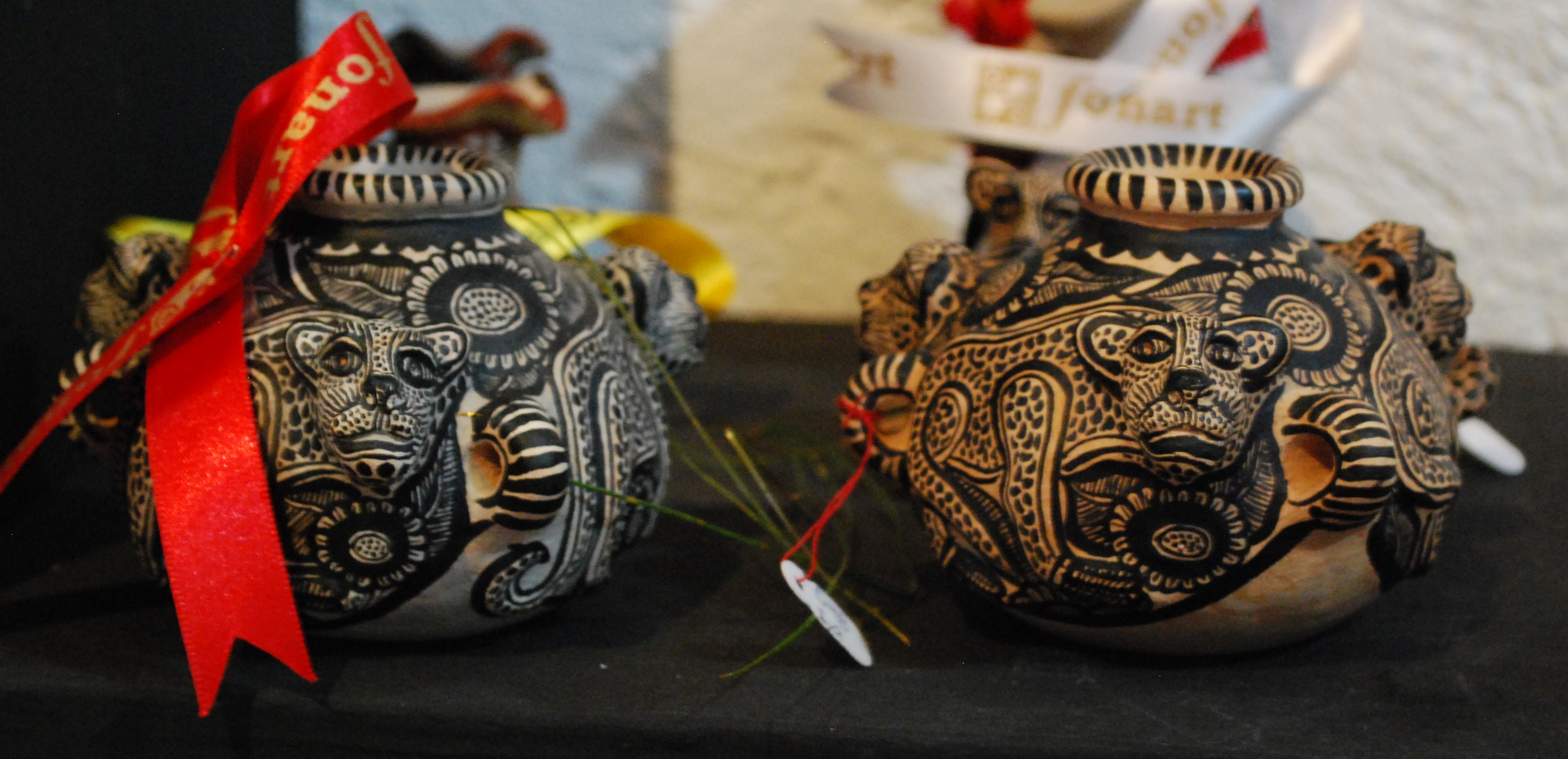
Cerámicas pintadas con decoraciones de jaguares

La alfarería de Amatenango no es calentada en un horno, sino sobre un fuego al aire libre. El usos de esta técnica produce un ligero marrón terracota. Estos productos se venden sobre todo en diversas partes de Chiapas y otros estados mexicanos, algunos haciendo su camino a los mercados internacionales, por ejemplo, algunos ceramistas como Juliana López Pérez han visitado lugares como Estados Unidos para promover los productos de la ciudad. 

## Tejidos

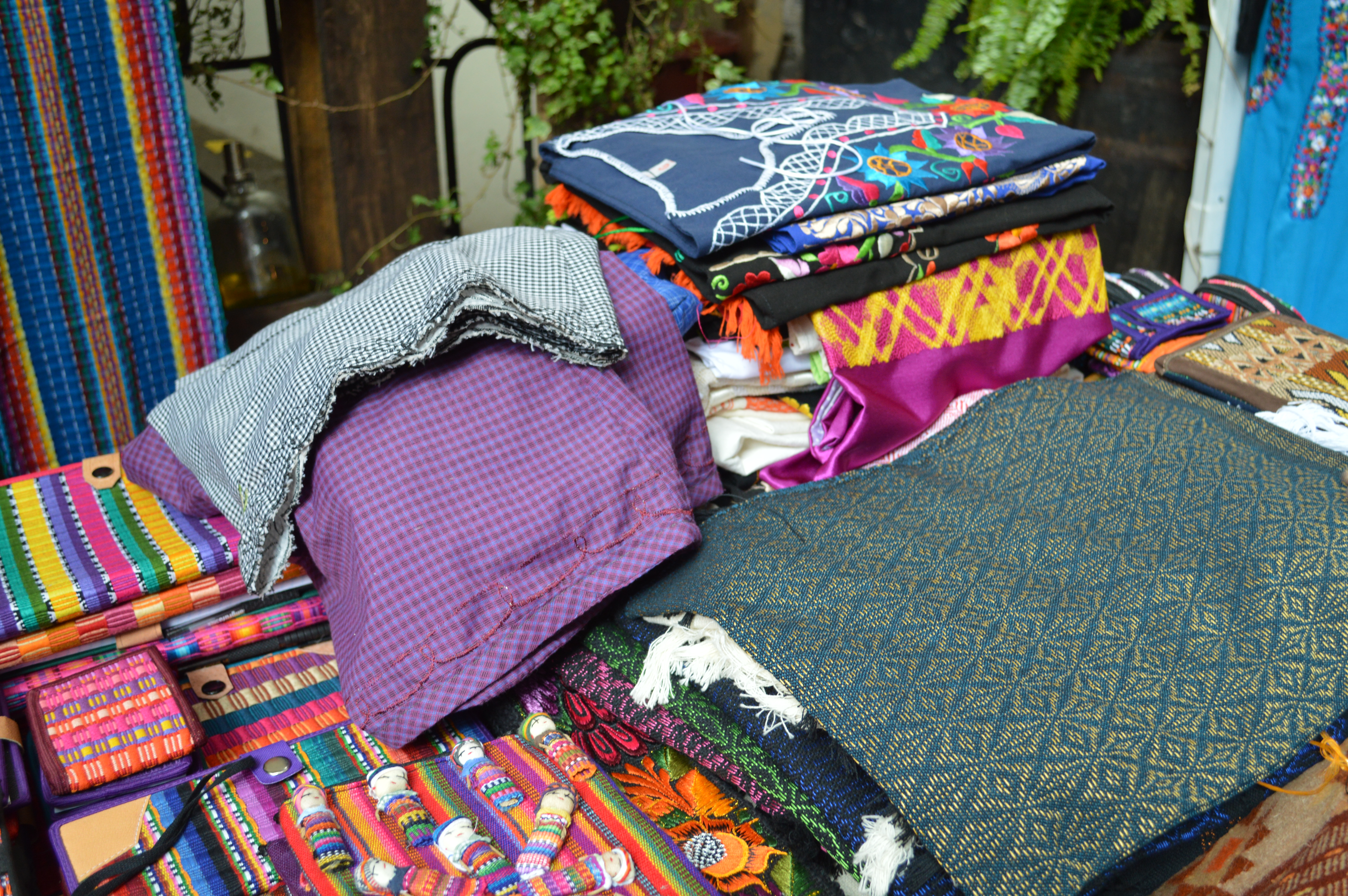
Muestras de textiles de Chiapas

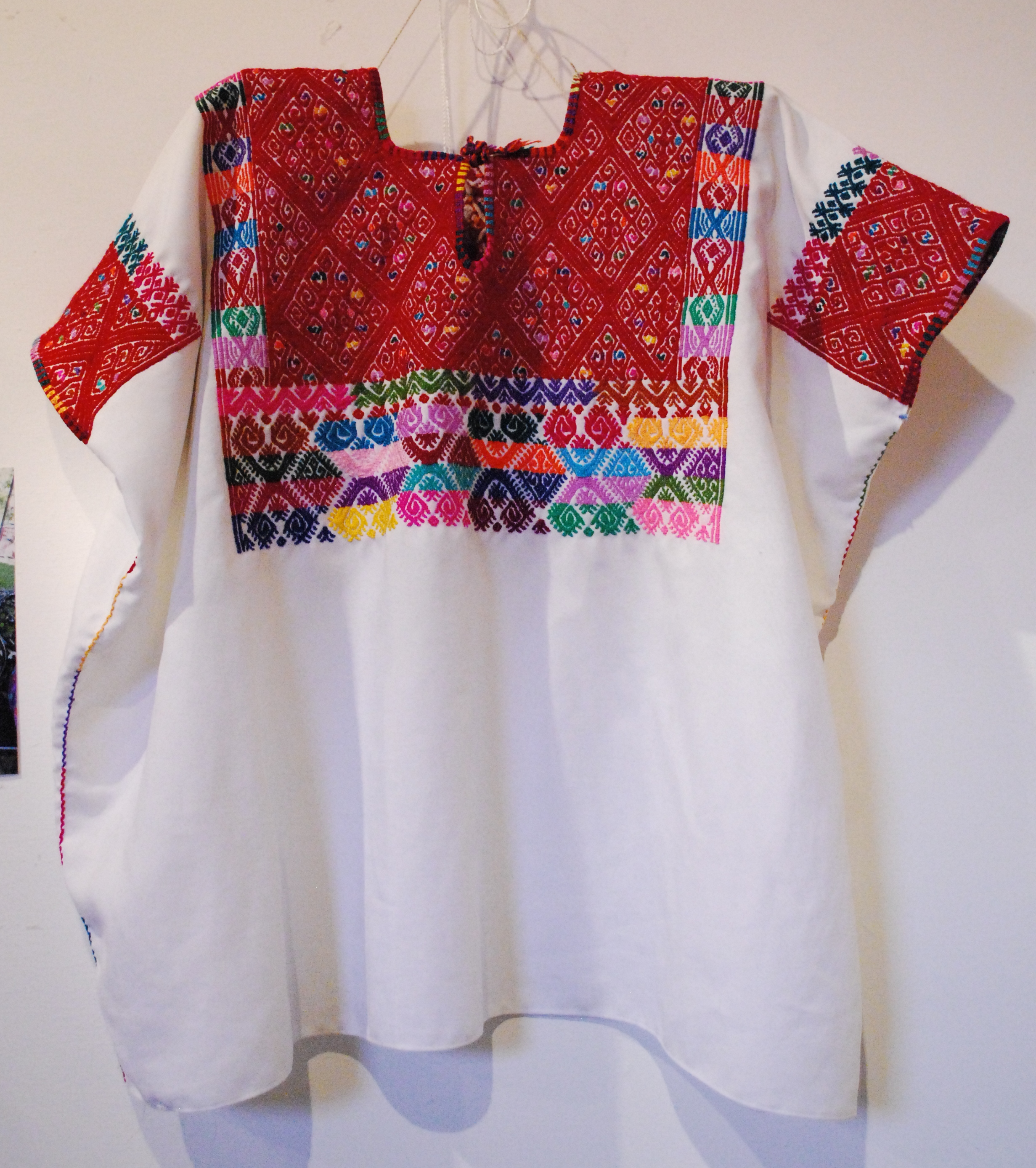
Blusa bordada de Bochil, Chiapas en exhibición en Na Bolom en San Cristóbal de las Casas

Desde la infancia, la mayoría de las niñas indígenas aprenden a tejer y bordar la tela, esto incluye desde la preparación de la fibra (cardado y decoloración). La mayoría de los textiles producidos son de uso local, a partir de diseños sencillos, para el desgaste diario, hasta más complicados y decorados.
Muchos productos textiles todavía se hacen completamente con métodos tradicionales, con materiales como lana, hilos de algodón y tintes naturales. Esto incluye tela tejida a mano, que se hace en telares de cintura. Estos productos son hechos por mujeres artesanas en conjunción con otras tareas domésticas. Gran parte de los diseños de bordados son tradicionales también, pues contienen imágenes simbólicas antiguas de un sincretismo de las cosmovisiones Mayas y cristianas. Esto es particularmente cierto de la costura de los tsotsiles de Larráinzar, Chenalhó, Chamula, Zinacantan, Pantelhó y Tenejapa, donde los diseños pueden indicar de donde proviene el usuario.
Los diseños textiles de Chiapas son muy similares a los de Guatemala, pues vienen del mismo origen. La mayoría de los diseños son en colores fuertes como rojo, amarillo, azul, turquesa, blanco, púrpura, rosado y verde oscuro, pero también algunos pasteles son combinados con estos. Los patrones principales son flores, mariposas y aves de la selva. El crecimiento de la producción artesanal ha significado la diversificación de diseños y productos, especialmente en el sector textil, tanto en fibras sintéticas, tejido y bordado. Las fibras sintéticas están haciendo su camino, tanto para hacer ropa o diseños de bordados. Los diseños del bordado pueden venir de la inspiración más común, por ejemplo, muchos de los textiles de Aguacatenango tienen cuatro pétalos de flores imitando las de la fachada de la iglesia de San Agustín, que data desde el siglo XVII.
La prenda tradicional básica para las mujeres es el huipil, y cada comunidad indígena tiene su propio estilo, particularmente en Tenejapan, Zinacantán, Ocosingo, Larrainzar y Venustiano Carranza. Otro vestido tradicional se llama Chiapaneca, que muestra una clara que influencia española, está hecho generalmente de tela ligera y transparente en colores oscuros (generalmente tul) y bordado con grandes flores.
Las comunidades destacadas por sus bordados textiles incluyen a Magdalenas, Larráinzar, Venustiano Carranza y Zinacatán. Sibaca, es conocida por su producción de artesanías, y por la fabricación de prendas brillantes bordadas. Los textiles de lana y algodón tejidos en telares son distintivos de San Juan Chamula, San Andrés Larrainzar, Tuxtla Gutiérrez, San Pedro Chenalho, Bochil y Teopisca. 
La ropa tradicional para los hombres se compone de un sarape tejido en colores oscuros como azul, verde o morado y con acentos florales, es producida en antelho, Oxchuc y Huixtán.  Para las mujeres, blusas y faldas en los mismos tonos, así como rebozos (o chales) bordados con flores.
La fabricación de textiles tradicionales a menudo es apoyada y promovida por varias entidades gubernamentales y no gubernamentales. El SCN Asociación Jolobil (casa del textil) se especializa en el apoyo y la exportación de los mejores textiles de Chiapas, tanto en tejido como bordado. Esta es la organización artesanal más antigua en los altos de Chiapas, fundada en 1976, por el americano W. Morris y Tejedor indígena Petul, actualmente, es apoyada por el Fondo Nacional para el Fomento de las Artesanías (FONART), trabaja principalmente con los productores textiles en Laráinzar y Tenejapa.
Otra organización que apoya a los productores textiles es J'pas Joloviletic (que significa, los que hacen los textiles ), fundada en 1984, con cerca de 800 artesanos de 23 diferentes comunidades de los Altos de Chiapas. Creó el formato para organizar a los artesanos locales, los cuales se han duplicados en varias partes del estado. Funciona como un intermediario entre los productores y las organizaciones no gubernamentales. Sin embargo, éstas organizaciones en su mayoría son dominados por hombres, lo que ha llevado a la creación de otras exclusivas para mujeres.

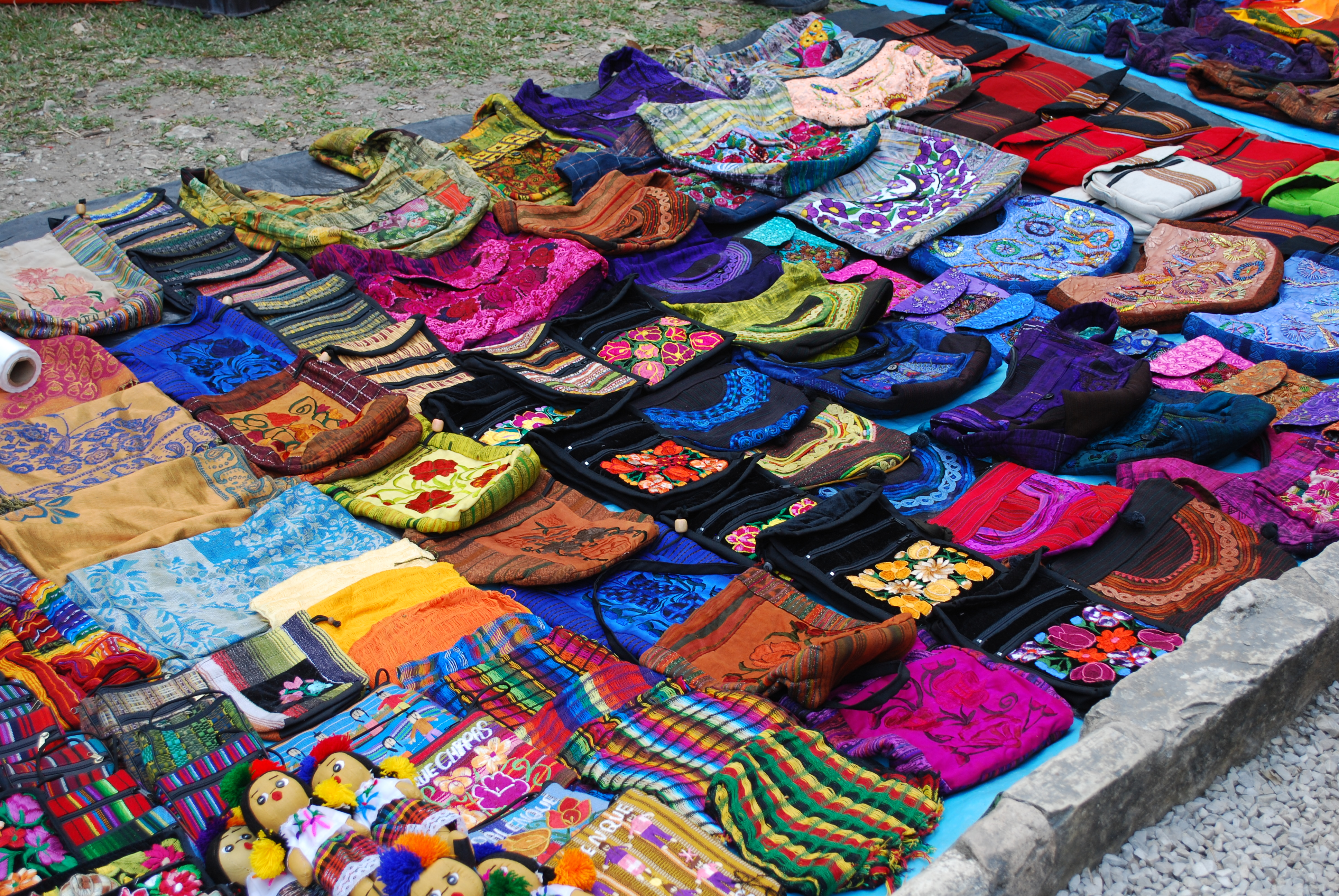
Monederos textiles vendidos en el sitio arqueológico Palenque

## Lacquerware

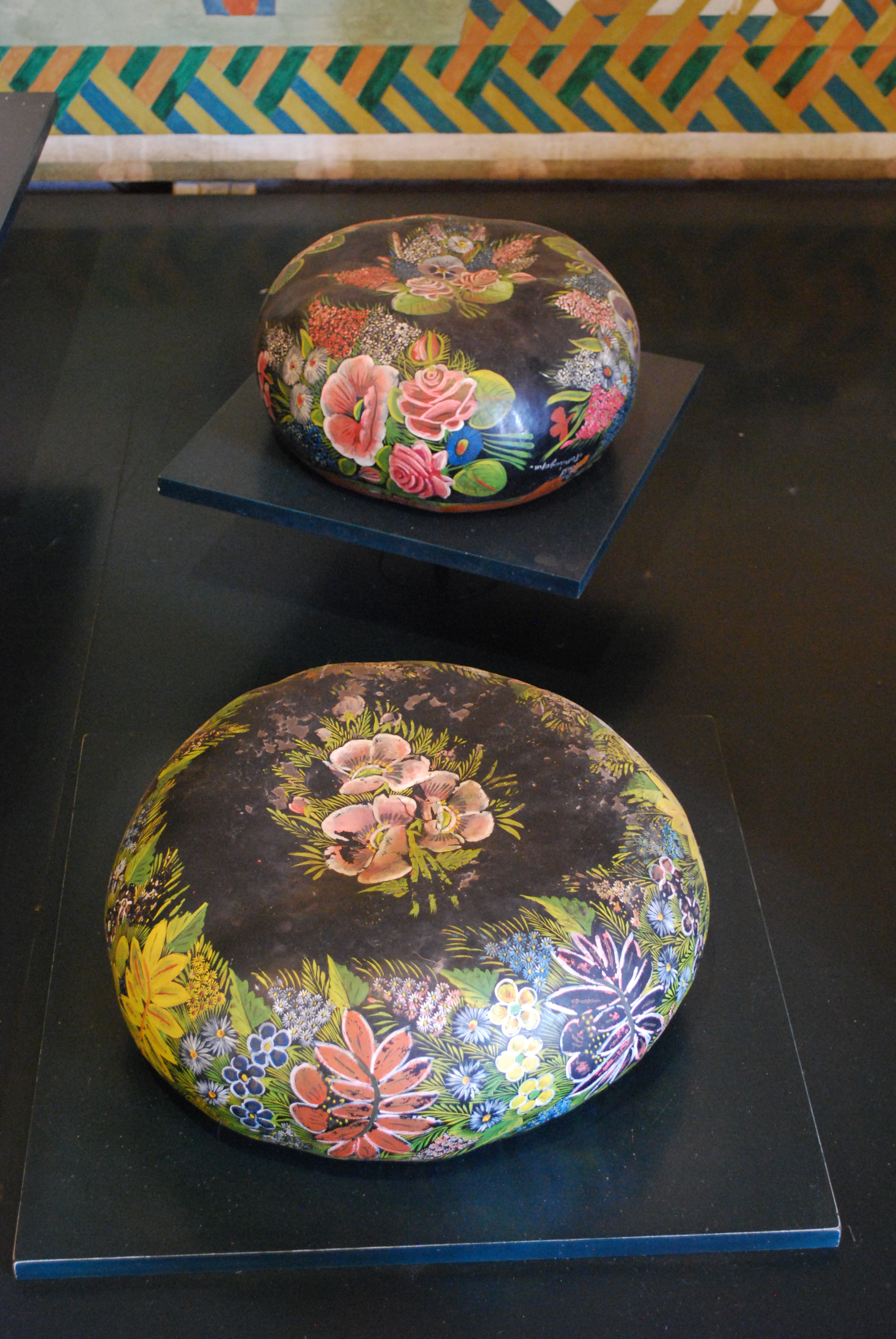
Calabazas laqueadas en el Museo de la Laca en Chiapa de Corzo

Lacquerware, derivado de los nombres de laca o maque, es un tradición artesana que ha sobrevivido desde el periodo prehispánico. Este tipo de arte era común durante el periodo Mesoamericano, actualmente su único centro de producción en el estado, es en Chiapa de Corzo. La laca se recubre y decora con pinceles finos, este se realiza en calabazas, bowls o "toles". En el pasado se presentaba una variedad más amplia de objetos de laca, como artículos religiosos y muebles. La artesanía estuvo a punto de desaparecer, pero ahora tiene el soporte del estado y el gobierno federal que enseñan a los artesanos a vender sus mercancías. El estado sustenta al museo del lacquer, el cual fue fundado en 1952 por el antropólogo Alfonso Caso para demostrar los orígenes del arte Prehispánico sus técnicas y materiales.
por lo tanto esta actividad es importante en Chiapa de corzo considerada como una de las muchas artesanía de Chiapas.

## Ámbar

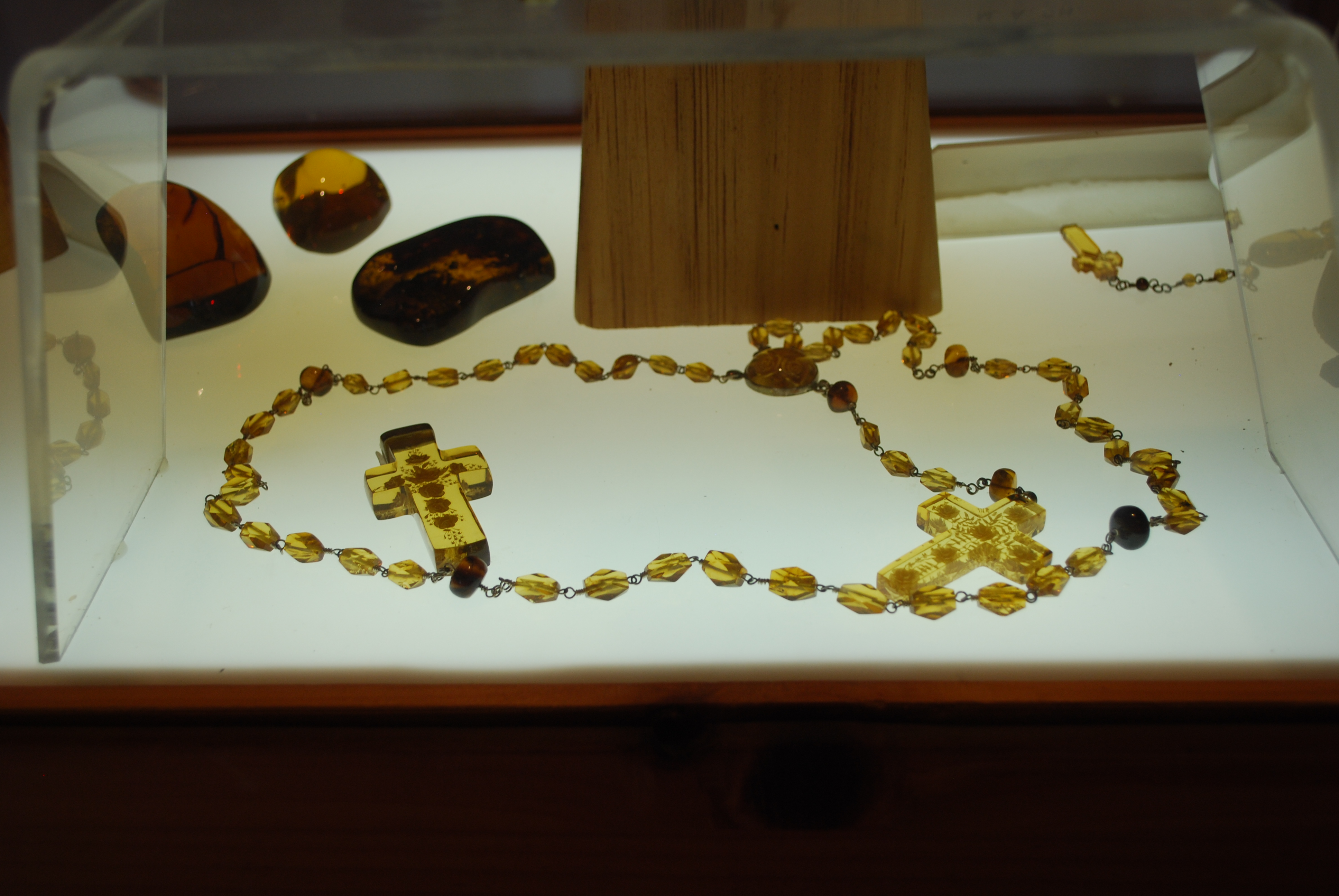
Rosario en ámbar en el Museo del Ámbar en San Cristóbal de las Casas

El recurso natural más reconocido del estado es el ámbar. Es similar en calidad al de República Domicana, sin embargo, tiene sus propias características, como plantas e insectos que pueden ser encontrados desde colores casi transparentes hasta muy oscuros. Se cree que el ámbar es protector contra los espíritus y el mal de ojo.
La principal mina de ámbar en el estado encuentra en Simojovel, a 130 km de distancia de la capital, Tuxtla Gutiérrez. También hay minas en Huitiupan, Totolapa, El Bosque, Pueblo Nuevo Solistahuacan, Pantelho y San Andrés Draznal. Todos estos producen el 95%  del ámbar en el estado. Cabe añadir, que pequeñas y escondidas minas son trabajadas por los indígenas. El estado produce 292 kilos de ámbar al mes, aportando el 90% de la producción en México, aunque las minas están empezando a dañarse. La mayoría es vendido a los artesanos, que producen joyería como aretes, anillos, collares y algunas esculturas.
La mayoría del ámbar terminado es vendido en San Cristóbal de las Casas, algunas piezas son exportadas a Estados Unidos y a Europa. Uno de los retos para los artesanos y vendedores son los mercados para turistas, pues estos no pueden distinguir entre el plástico y el vidrio, por lo tanto, suelen compran el artículo más barato, aunque este no sea auténtico. En el 2000, el gobierno federal garantizó el ámbar del estad para combatir los productos piratas del ámbar de Chiapas. Se inauguró el Museo del Ámbar, el cual exhibe varios tipos de productos hechos a base de ámbar.

## Otras artesanías
Los hombres tsotsiles de San Juan Chamula se destacan por su trabajo en madera, especialmente con maderas como el cedro y la caoba, en general, la fabricación de muebles para el hogar es una gran industria en este estado. Se realizan instrumentos musicales de cuerdas, percusión, viento y marimbas de alta calidad en maderas finas en Tecpatán, Ocosingo, San Juan Chamula y Venustiano Carranza. La madera también se utiliza para una gran variedad de productos incluyendo herramientas, figuras decorativas, utensilios de cocina, máscaras ceremoniales, juguetes (tops, miniaturas, etc.) y más. Chiapa de Corzo se caracteriza por la realización de cuencos de madera, cucharas, juguetes, máscaras y más, un número significativo de los cuales están destinados a ser laqueados. Las máscaras se hacen en San Fernando y Huixtán, siendo el más representativo de la máscara para  la danza del Parachico de Chiapa de Corzo, estas máscaras representan cómo el español lucía para los indígenas, con la frente alta, nariz fina, ojos de color claro, las mejillas rojas y el bigote y la barba; toma aproximadamente diez días el realizar una máscara y cuesta entre 2.800 y 3.500 pesos cada una.
El hierro forjado y el estaño se trabajan en San Cristóbal de las Casas. El hierro es trabajado sobre todo para la fabricación de arados y otros implementos agrícolas, pero también se producen otros elementos con él. Estos pertrechos son principalmente de estilo colonial, y el barrio más conocido de esta obra es El Cerillo.
El trabajo de la piedra es una relativamente nuevo y creciente, mucha de esta se dedica a hacer la reproducción de artefactos mayas, especialmente las de Palenque. Una artesanía de piedra más antigua es el trabajo de jade con los depósitos que se encuentran aquí y en la vecina Guatemala. En San Cristóbal, hay un museo dedicado a esta piedra y su trabajo.
Los dulces tradicionales se hacen a menudo con las frutas tropicales, junto con la calabaza, chocolate y nueces. La ciudad de Arriaga se caracteriza por su fabricación. Para el Día de los Muertos, los zoques se distinguen por hacer puxinú, que es el sorgo mezclado con miel, yumi (un dulce de camote) y otros dulces de calabaza.
El trabajo del cuero fue introducido al estado por los españoles y actualmente se utiliza para hacer artículos como bolsos, sillas de montar, zapatos, vainas de cuchillos, machetes y mucho más. La mayor parte de este trabajo se desarrolla en Comitán y San Cristóbal de las Casas.

## Véase también

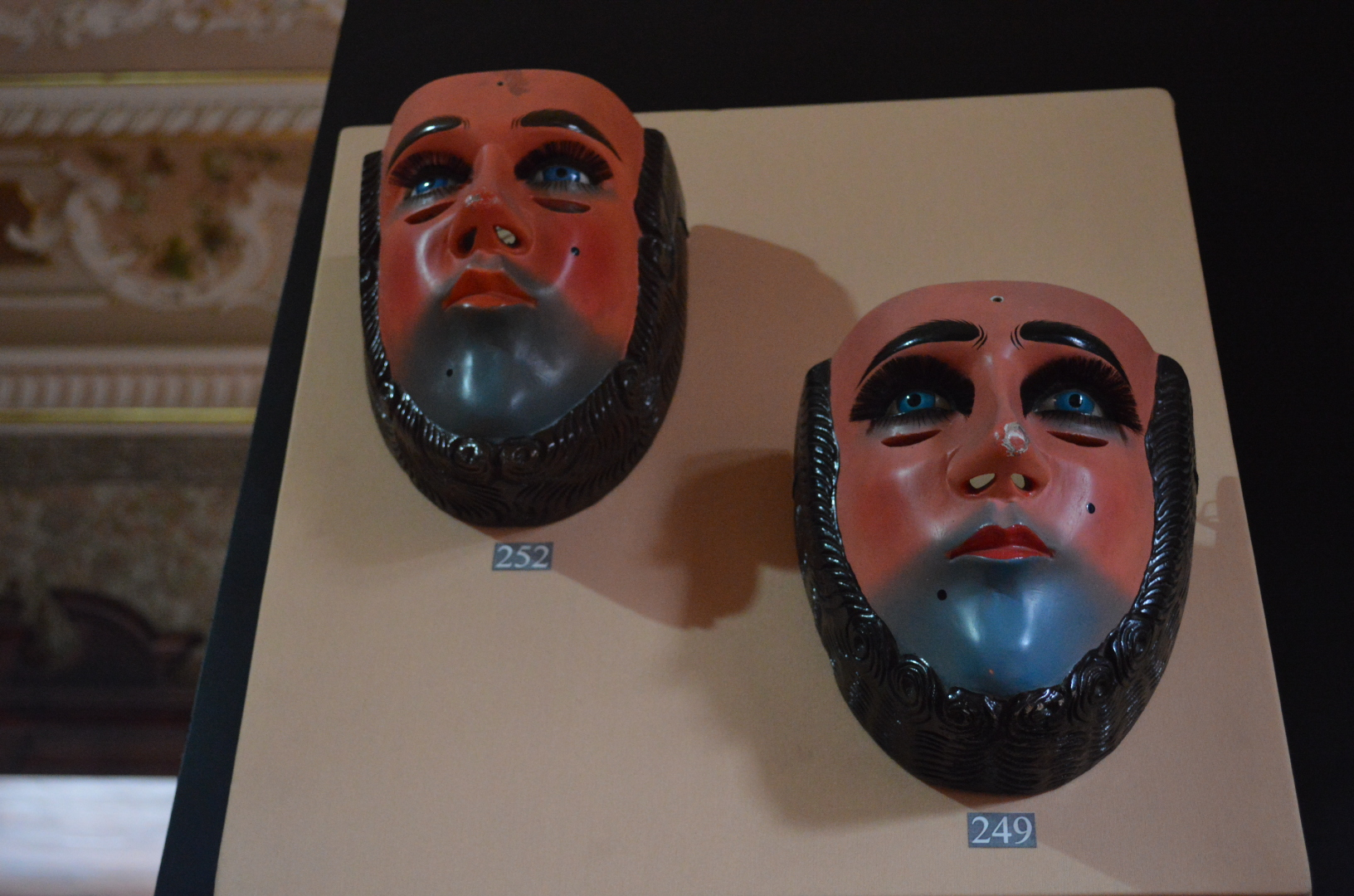
Máscaras de Parachicos en el Museo Nacional de la Máscara, San Luis Potosí